# Ondřej Trojan
Ondřej Trojan (* 31. prosince 1959 Praha) je český filmový a divadelní herec, režisér a filmový producent. Pochází z umělecké rodiny, hercem byl jeho otec Ladislav Trojan a herectví se věnuje také mladší bratr Ivan.

## Biografie
Ondřej Trojan se narodil na Silvestra roku 1959 v Praze. Po maturitě na gymnáziu v roce 1979 studoval obor matematika - chemie na Pedagogické fakultě, ale po sedmi semestrech ze školy odešel, protože ho studium nebavilo. Od osmdesátých let 20. století pravidelně vystupuje v pražském divadle Sklep. Dva roky byl zaměstnán jako rekvizitář ve Filmovém Studiu Barrandov a připravoval se na přijímací zkoušky na pražskou FAMU. V roce 1985 ho přijali na obor filmová a televizní režie.

## Tvorba

### Producent a režisér
Své první krátkometrážní filmy natočil během studia FAMU. Úspěch na festivalech i u diváků slavil s televizním pořadem Týden na obrazovce a krátkým filmem Sedm. V roce 1990 přerušil v pátém ročníku studium, aby se věnoval natáčení svého celovečerního debutu Pějme píseň dohola (1991) scenáristů Jana Hřebejka a Petra Jarchovského. V roce 1991 studium FAMU dokončil.
Podílel se na hudebních pořadech pro Československou televizi Písničky divadla Sklep a Jazz na hranici. Pro životopisný cyklus GEN natočil medailon Václava Havla (1993) a pro návazný pořad GENUS medailon Jiřího Stránského (1995). Podílel se také na televizní sérii Historky od krbu (1995) a produkoval televizní pořady Na stojáka (2004–2011).
Druhým celovečerním filmem byl velmi úspěšný snímek Želary (2003) natočený na motivy novely Jozova Hanule spisovatelky Květy Legátové, který byl jedenáctkrát nominován na ocenění Český lev jakož i na cenu Americké akademie filmových umění a věd Oscara. V roce 2010 Trojan režíroval a produkoval svůj třetí film Občanský průkaz. V roce 2018 uvádí do kin svůj čtvrtý film Toman, následně svůj poslední snímek Bourák (2020).
Jakožto producent spolupracuje zejména s režisérem Janem Hřebejkem. Spolu připravili filmy Pelíšky, Musíme si pomáhat, Pupendo, Horem pádem, Kráska v nesnázích, Medvídek a U mě dobrý. 
Jako producent získal Českého lva za nejlepší film za snímek Musíme si pomáhat a Cenu české filmové kritiky za nejlepší film za Lichožrouty.

### Divadlo
Divadelní režii a herecké práci se věnuje zejména v pražském Divadle Sklep. Společně s Tomášem Hanákem a Jiřím Fero Burdou založili vlastní produkční a obchodní společnost Total HelpArt T.H.A.
Nejlepší skeče a písně Divadla Sklep z přelomu 80. a 90. let zařadil do dvoudílného filmu Penziónek (1992), který vznikl pro Českou televizi. V roce 1994 režíroval televizní záznam sklepácké adaptace hry Václava Havla a Karla Bryndy Život před sebou, kterou Divadlo Sklep uvádělo v adaptované verzi pod názvem Mlýny, a podílel se na třídílném cyklu Divadlo Sklep: Böhmen und Mähren (2016).
Zahrál si i několik drobných rolí ve filmech Cesta z města, Skřítek, Správce statku, Gympl a The Decadent Visitor.

### Další aktivity
Kromě filmu se věnuje také organizaci festivalu Slavonice fest v místě svého bydliště, Slavonicích.

## Ocenění
- Český lev za nejlepší film Musíme si pomáhat (2000)
- Český lev za nejlepší režii Želary (2003)
- Český lev za nejlepší režii Občanský průkaz (2010)
- Cena české filmové kritiky za nejlepší film Lichožrouti (2016)
- Český lev za nejlepší film, nejlepší režii a nejlepší scénář za film Toman (2018)

## Filmografie

### Režisér
- 1991: Pějme píseň dohola
- 2001: Želary
- 2010: Občanský průkaz
- 2018: Toman
- 2020: Bourák

### Producent
- 1999: Pelíšky
- 2000: Musíme si pomáhat
- 2000: Cesta z města
- 2003: Želary
- 2003: Pupendo
- 2004: Horem pádem
- 2006: Kráska v nesnázích
- 2007: El paso
- 2007: Medvídek
- 2008: U mě dobrý
- 2010: Občanský průkaz
- 2013: Jako nikdy
- 2016: Smrtelné historky
- 2016: Lichožrouti
- 2018: Toman
- 2020: Bourák